# フォーチュニアン
| 累代        | 代     | 紀           | 基底年代 Mya |
| ----------- | ------ | ------------ | ------------ |
| 顕生代      | 新生代 | 第四紀       | 2.58         |
| 顕生代      | 新生代 | 新第三紀     | 23.03        |
| 顕生代      | 新生代 | 古第三紀     | 66           |
| 顕生代      | 中生代 | 白亜紀       | 145          |
| 顕生代      | 中生代 | ジュラ紀     | 201.3        |
| 顕生代      | 中生代 | 三畳紀       | 251.902      |
| 顕生代      | 古生代 | ペルム紀     | 298.9        |
| 顕生代      | 古生代 | 石炭紀       | 358.9        |
| 顕生代      | 古生代 | デボン紀     | 419.2        |
| 顕生代      | 古生代 | シルル紀     | 443.8        |
| 顕生代      | 古生代 | オルドビス紀 | 485.4        |
| 顕生代      | 古生代 | カンブリア紀 | 541          |
| 原生代      | 原生代 | 原生代       | 2500         |
| 太古代      | 太古代 | 太古代       | 4000         |
| 冥王代      | 冥王代 | 冥王代       | 4600         |
| 1. 2. 3. 4. |        |              |              |

座標: 北緯47度04分34秒 西経55度49分52秒 / 北緯47.0762度 西経55.8310度
フォーチュニアン（英: Fortunian）は、顕生代、古生代、そしてカンブリア紀の最初の期である地質時代。テレヌーブ世を二分した前半の期である。地層の基底は生痕化石 Treptichnus pedum が最初に層序記録に現れる場所として定義されている。フォーチュニアンの最上部はカンブリア系ステージ2（第二期）の基底であり、公式に定義はされていないが古杯類の種あるいは小型殻化石の出現と対応する。数値年代としては5億4100万年前（誤差100万年）から約5億2900万年前にあたる。
フォーチュニアンという名称は、国際標準模式層断面及び地点(GSSP)やフォーチュン湾の近くに位置するビューリン半島の町フォーチュンに由来する。

## GSSP

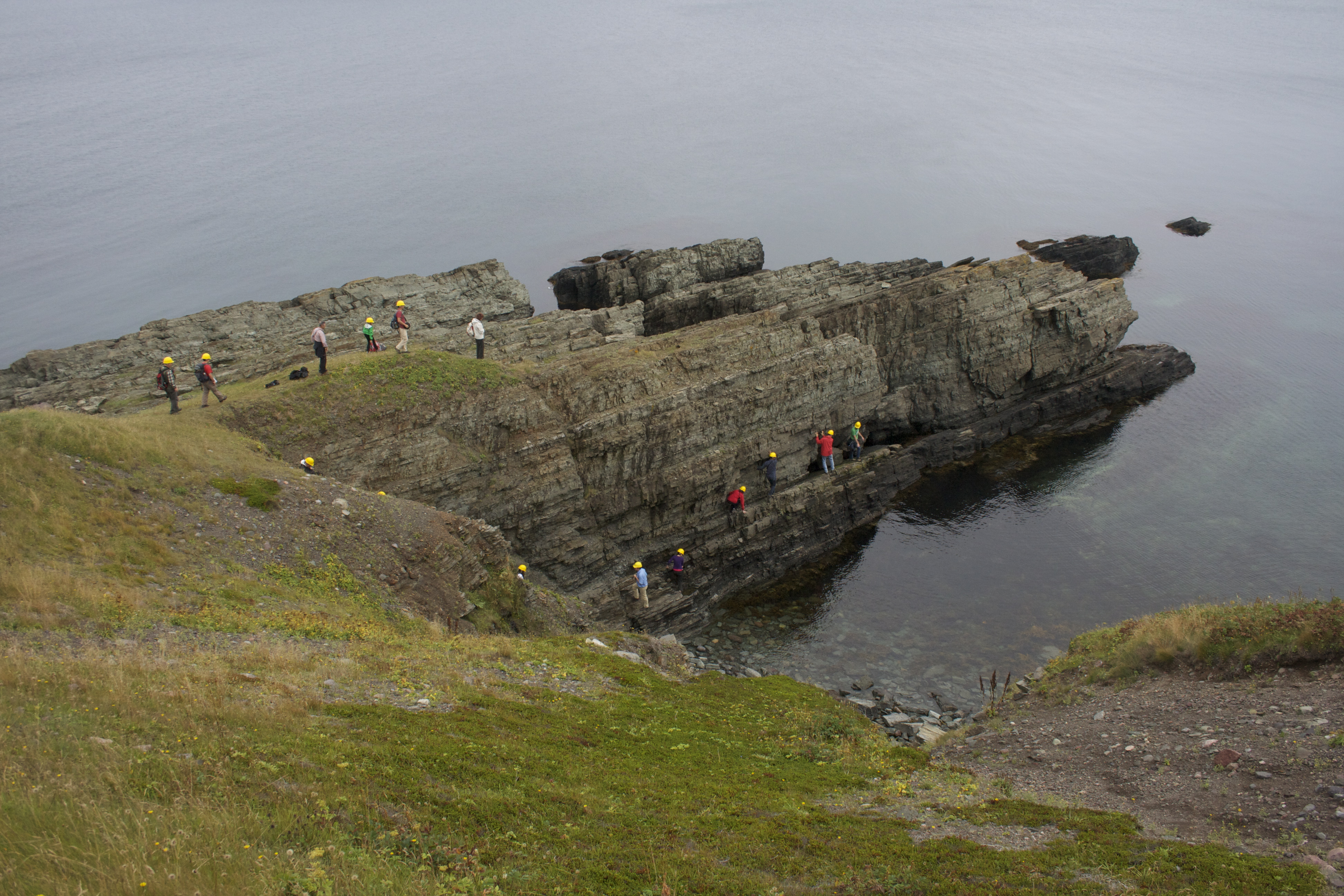
カナダのニューファンドランド島のエディアカラ紀 - カンブリア紀境界の国際標準模式層断面及び地点(GSSP)。複雑で垂直な痕跡化石 Treptichnus pedum（旧 Phycodes pedum）の出現に定義されている。

フォーチュニアンのタイプ産地（国際標準模式層断面及び地点、GSSP）はカナダのニューファンドランド・ラブラドール州ニューファンドランド島ビューリン半島フォーチュンヘッドに位置する。このGSSPはTerreneuvian世の始まり、先カンブリア時代とカンブリア紀の境界、古生代の始まりに対応する。この露頭からはチャペル・アイランド累層としてマップされる炭酸塩質珪砕屑岩が見られる。この層は周潮汐帯砂岩と頁岩を含む部層1、泥質デルタと岩棚の砂岩および泥岩を含む部層2A、葉理を示すシルト岩を含む部層2Bと部層3、内陸の岩棚の泥岩と石灰岩を含む部層4から構成されている。先カンブリア時代 - カンブリア紀境界は生痕化石タクソン Treptichnus pedum の産出する最下層である第2部層の基底の2.4メートル上に横たわる。この生痕化石は砂岩層の下表面で見ることができる。最初の石灰質の殻骨格化石は Ladatheca cylindrica は境界の400メートル上、最初の三葉虫は境界の1400メートル上から産出している。

## 生物
約5億3500万年前の中国南部の地層からはヴィッタツシヴァーミス (Vittatusivermis) という全長最大26センチメートルのミミズ状の生物化石が65個体分得られている。這い跡の化石も産出しており、当時の海底を浅く掘るか、低い深度の穴を掘りながら移動していたと考えられている。ヴィッタツシヴァーミスは、軟組織を主としたカンブリア紀で最古の大型動物化石であり、左右相称動物への分類が検討されている。